# Volley Amriswil
Il Volley Amriswil è una società pallavolistica maschile svizzera con sede ad Amriswil: milita nella Lega Nazionale A.

## Storia
La squadra viene fondata nel 1969 come sezione pallavolistica del Turnverein Amriswil: partecipa ai tornei minori fino al campionato 1986-87, quando vince la Lega Nazionale B e ottiene la promozione nel massimo campionato svizzero. Per alcuni anni i risultati sono altalenanti, con diverse retrocessioni e la vittoria di altri due campionati di seconda divisione, fino al campionato 1994-95, quando ottiene la definitiva promozione in Lega Nazionale A. L'esordio nelle competizioni europee avviene nella Coppa CEV 1995-96, mentre il primo risultato di prestigio è la finale della Coppa di Svizzera 1996-97, competizione vinta nell'edizione 1998-99.
Dopo un periodo sfortunato e diverse sconfitte in finale sia in campionato che in coppa, nella stagione 2008-09 il club ottiene la vittoria di entrambe le competizioni nazionali. Nella stagione successiva la società esce dal gruppo sportivo TV, cambiando la propria denominazione in Volley Amriswil e ottenendo nuovamente il titolo di campione nazionale; successivamente conquista la sua seconda coppa nazionale, prima di perdere nell'annata 2012-13 la finale di entrambe le competizioni nazionali.
Negli anni successivi si mantiene ai vertici dei campionati nazionali conquistando quattro scudetti, cinque coppe nazionali e altrettante supercoppe svizzere. In campo internazionale, ottiene diverse partecipazioni alla Coppa CEV e alla Challenge Cup. Nella stagione 2016-17 debutta in Champions League senza superare peraltro mai la fase di qualificazione.

## Rosa 2024-2025
| N° | Nome            | Ruolo | Data di nascita  | Nazionalità sportiva |
| -- | --------------- | ----- | ---------------- | -------------------- |
| 1  | Diem Ramon      | L     | 16 giugno 2000   | Svizzera             |
| 2  | Agustín Sorgue  | P     | 2 maggio 1988    | Argentina            |
| 3  | Leandro Diem    | L     | 28 febbraio 2006 | Svizzera             |
| 4  | Noé Matthey     | C     | 7 aprile 2005    | Svizzera             |
| 6  | Björn Höhne     | S     | 27 marzo 1991    | Germania             |
| 7  | Iliya Goldrin   | S     | 28 aprile 1995   | Israele              |
| 8  | Étienne Schalch | O     | 5 settembre 2003 | Svizzera             |
| 9  | Joel Hauck      | C     | 6 settembre 2005 | Svizzera             |
| 10 | Daniel Urueña   | C     | 26 novembre 1997 | Perù                 |
| 11 | Milan Jovanović | P     | 8 agosto 1996    | Serbia               |
| 14 | Bruno Jukic     | S     | 11 maggio 1998   | Svizzera             |
| 15 | Julian Weisigk  | O     | 16 febbraio 2000 | Svizzera             |
| 17 | Facundo Imhoff  | C     | 25 gennaio 1989  | Argentina            |

## Palmarès
- Campionato svizzero: 6

2008-09, 2009-10, 2015-16, 2016-17, 2021-22, 2024-25
- Coppa di Svizzera: 9

1998-99, 2008-09, 2011-12, 2016-17, 2017-18, 2018-19, 2021-22, 2023-24, 2024-25
- Supercoppa svizzera: 6

2007, 2016, 2017, 2019, 2022, 2024